# 大桥镇 (信丰县)
大桥镇，是中华人民共和国江西省赣州市信丰县下辖的一个乡镇级行政单位。

## 行政区划
大桥镇下辖以下地区：
大桥矿区社区、新圩社区、竹村、新塘村、中塅村、青光村、大桥村和八角村。